# Народження нації (фільм, 2016)
«Народження нації» (англ. The Birth of a Nation) — американський історично-драматичний фільм, знятий Нейтом Паркером. Світова прем'єра стрічки відбулась 25 січня 2016 року на кінофестивалі «Санденс», а в Україні — 18 січня 2017 року мовою оригіналу. Фільм розповідає про афроамериканського раба на ім'я Нет Тернер, який очолив повстання проти рабства в 1831 році.

## У ролях
- Нейт Паркер — Нет Тернер
- Армі Гаммер — Семюел Тернер
- Марк Бун Джуніор — преподобний Волтголл
- Колман Домінго — Генк Тернер
- Онжаню Елліс — Ненсі Тернер
- Ейжа Наомі Кінг — Черрі
- Естер Скотт — Бріджет Тернер
- Роджер Гуенвер Сміт — Ісайя
- Гебріел Юніон — Естер
- Пенелопа Енн Міллер — Елізабет Тернер
- Джекі Ерл Гейлі — Реймонд Кобб

## Виробництво
Зйомки почались в штаті Джорджія в травні 2015 року і тривали 27 днів.

## Нагороди й номінації
| Список нагород і номінацій   | Список нагород і номінацій | Список нагород і номінацій            | Список нагород і номінацій | Список нагород і номінацій | Список нагород і номінацій |
| Кінопремія                   | Дата церемонії             | Категорія                             | Номінант(и)                | Результат                  | Дж                         |
| ---------------------------- | -------------------------- | ------------------------------------- | -------------------------- | -------------------------- | -------------------------- |
| Премія Гільдії режисерів США | 4 лютого 2017              | Найкращий режисер-дебютант            | Нейт Паркер                | Номінація                  | [ 3 ]                      |
| Санденський кінофестиваль    | 29 січня 2016              | Гран-прі (Драма, США)                 | «Народження нації»         | Перемога                   |                            |
| Санденський кінофестиваль    | 29 січня 2016              | Приз глядацьких симпатій (Драма, США) | «Народження нації»         | Перемога                   |                            |